# Jordanów
Pour les articles homonymes, voir Jordanów (homonymie).
Jordanów est une ville de Pologne, située dans le sud du pays, dans la voïvodie de Petite-Pologne. Elle constitue une gmina urbaine du powiat de Sucha.